# Храмы Рязани

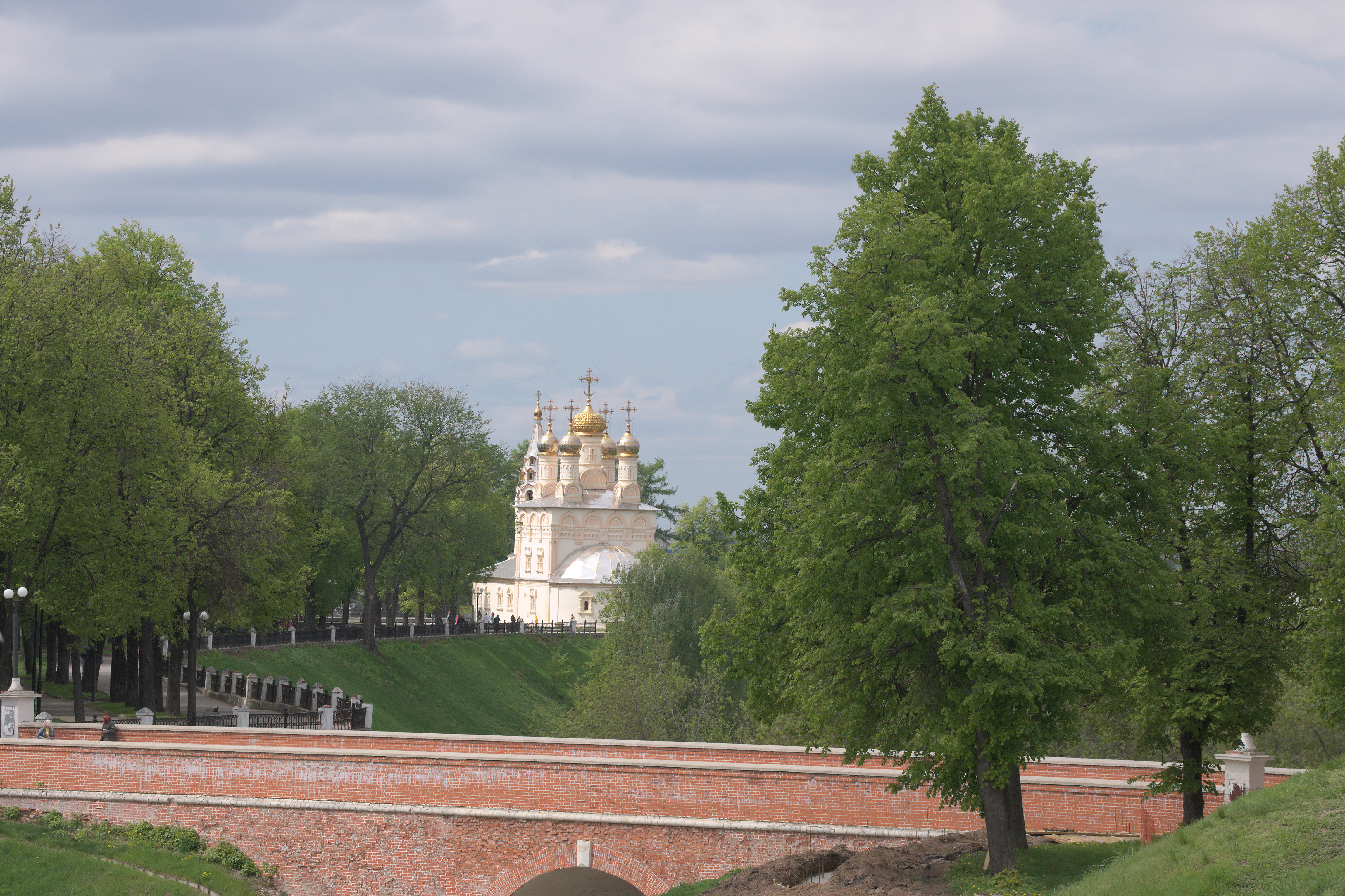
Храм Спаса на Яру

Список храмов Рязани включает перечисление храмов Рязани — православных, католических и протестантских соборов, церквей, домов молитвы, а также синагог, мечетей и других.

## Храмы Рязани

### Православные храмы Рязани
1. Христорождественский кафедральный собор (Кремль, д. 13)
2. Успенский кафедральный собор (Кремль, д. 14)
3. Архангельский собор (Кремль, д.12)
4. Храм Усекновения главы Иоанна Предтечи (Кремль, д. 15 — дворец князя Олега)
5. Александро-Невский храм (микрорайон Дашково-Песочня, ул. Новоселов, д. 33в)
6. Благовещенский храм (ул. Затинная, д. 58)
7. Богоявленский храм (п. Борки, ул. 1-й район, д.2)
8. Борисо-Глебский собор (ул. Сенная, д. 16)
9. Вознесенский храм (ул. Вознесенская, д. 26а)
10. Воинский храм в честь Воскресения Словущего (ул. Военных автомобилистов, д. 12 (РВВДКУ, 2-я территория))
11. Входоиерусалимский храм (ул. Затинная, ул. Скоморошинская, д. 6)
12. Георгиевский храм (микрорайон Приокский, ул. Октябрьская, д. 63б)
13. Екатерининский храм (ул. Маяковского, д.48 — Центральный рынок)
14. Ильинский храм (Соборная площадь, д. 3 — Рязанское Епархиальное управление)
15. Иоанно-Кронштадтский храм (ул. Татарская, д. 72)
16. Казанский храм (ул. Голенчинская, д. 51)
17. Крестовоздвиженский храм (микрорайон Дашково-Песочня, ул. Новоселов, д. 47)
18. Крестовоздвиженский храм (пос. Строитель, ул. Качевская)
19. Храм святого праведного Лазаря (ул. Татарская, д. 8 — Лазаревское кладбище)
20. Храм в честь святых Царственных Страстотерпцев (Московское шоссе, д. 65б)
21. Николо-Царский храм (ул. Чкалова, д. 33б)
22. Николо-Ямской храм, (ул. Циолковского, д. 8)
23. Николо-Дворянский храм (ул. Николодворянская, д. 12а)
24. Покровский храм (пос. Мервино, ул. Советская, д. 57а)
25. Покровский храм (пос. Храпово, д. 1б)
26. Покровско-Татианинский храм (ул. Свободы, д. 46, корп. 4 — РГУ имени С. А. Есенина)
27. Преображенский храм (микрорайон Канищево)
28. Преображенский храм (Спаса-на-Яру) (ул. Петрова, д. 14)
29. Храм Рождества Пресвятой Богородицы, (пос. Дягилево, ул. Шаповская, д. 70а)
30. Скорбященский храм, (Скорбященский проезд, д. 20)
31. Храм Святителя Василия Рязанского в Православном детском саду «Василёк»(ул. Семинарская, д. 41 а)
32. Храм святого Апостола и Евангелиста Иоанна Богослова в Рязанской православной духовной семинарии (Кремль, д. 1)
33. Храм Сретения Господня (площадь Новаторов, д. 1а)
34. Храм целителя Пантелеимона при Мальшинской богадельне г. Рязани (ул. Новаторов, д. 27б)
35. Свято-Троицкий мужской монастырь — храмы Святой Троицы и св. прп. Сергия Радонежского (Огородный переулок, д. 23а)
36. Храм Ильи-пророка в Рязанском Военно-Воздушном Десантном Командном училище (пл. Генерала армии В. Ф. Маргелова, д. 1)
37. Храм в честь святого Архангела Михаила (Бирюзова, д. 30А, стр. 1)
38. Никольский храм при больнице имени Семашко (ул. Семашко, д. 3, корп. 8)
39. Храм Воскресения Словущего (ул. Восточный промузел, д. 18)
40. Храм Воскресения Словущего (микрорайон Недостоево, ул, Сельских строителей, д. 5Г)
41. Спасо-Преображенский монастырь — Спасо-Преображенский собор (Кремль, д. 6)
42. Казанский монастырь — Казанский храм (ул. Затинная, д. 56)
43. Храм Рождества Пресвятой Богородицы в Рязанской Православной гимназии (ул. Затинная, д. 21)

### Старообрядческие храмы Рязани
1. Храм Успения Пресвятой Богородицы (Старообрядческий проезд, 4)

### Протестантские храмы Рязани
1. Церковь христиан Адвентистов Седьмого Дня (ул. Интернациональная д.21б)
2. Рязанская церковь Евангельских Христиан Баптистов (ул. Щедрина, 10)
3. Автономная церковь Евангелистских христиан-баптистов (ул. 2-е Бутырки, д. 9 е)

### Католические храмы Рязани
1. Храм Непорочного Зачатия Пресвятой Девы Марии